# Kućno obrazovanje
Kućno obrazovanje, obrazovanje kod kuće, obrazovanje u domu u vlastitoj režiji, a ne u školskoj ustanovi. Vrše ga roditelji ili skrbnici, a ponekad i privatni učitelj. 
Iako je, prije uvođenja zakona o obveznom obrazovanju, ono već bilo izvođeno kod kuće (posebno u Engleskoj i SAD), ili u okviru crkve ili samostana (i Hrvatska), u modernom smislu riječi, obrazovanje kod kuće je alternativa formalnom u školskim ustanovama. Posebno je rašireno u razvijenim državama zapadne civilizacije: već spomenute SAD i Engleska, Kanada, Australija. U nekim je državama obrazovanje u vlastitoj režiji jlegalna mogućnost za roditelje koji žele svojoj djeci omogućiti obrazovanje u drukčijim okolnostima od onih koje postoje u školskim ustanovama, bilo državnim ili privatnim. Razlozi za obrazovanje kod kuće umjesto onog u školskim ustanovama mogu biti različiti: od nezadovoljstva školama u području u kojem obitelj živi, pa do općeg nezadovoljstva obrazovnim sustavom u današnjim školama. Nekad postoje i osobni razlozi roditelji, zbog kojih ne žele upisati djecu u lokalnu školu. Obrazovanje na daljinu ili učenje na daljinu područje je obrazovanja koje se fokusira na metode i tehnologiju učenja s ciljem prenošenja znanja kroz njih, obično individualno, učenicima koji nisu fizički prisutni u blizini učitelja ili u tradicionalnim obrazovnim institucijama, kao što su škola ili učionica.

## Povijest
U prošlosti je obrazovanje je uglavnom bilo dostupno malom broju djece i to uglavnom iz bogatih obitelji (elite). Većina djece je bila kod kuće i nisu imala mogućnost polaziti akademsko obrazovanje. Najranije obvezno obrazovanje na Zapadu počinje se pojavljivati krajem 17. i početkom 18. stoljeća u Njemačkoj (Pruska). 1964. godine John Caldwell Holt izdaje je knjigu pod naslovom "Kako djeca nisu uspjela" (How Children Fail) u kojoj kritizira tradicionalne škole. On je smatrao da je tradicionalno obrazovanje u školskim ustanovama neuspješno, zbog pritiska na djeci. Ishodi istraživanja američkih stručnjaka za obrazovanje, Raymonda i Dorothy Moore na polju ranog obrazovanja djece te njihovog tjelesnog (fizičkog) i mentalnog razvoja pokazuju da je obrazovanje u školskim ustanovama prije nego što djeca napune 8 do 12 godina čak štetno.
Mooreovi smatraju da je obvezno obrazovanje djece u školskim ustanovama štetno s akademskog, socijalnog, mentalnog pa čak i psihološkog gledišta. Iznijeli su mišljenje da su povećani upis djece u tzv. specijalne škole, problemi ponašanja i neposlušnosti ishod preuranjenosti početka pohađanja nastave u školskim ustanovama. Pokazali su da su djeca nepismenih majki iz afričkih plemena socijalno i emocionalno mnogo naprednija nego djeca u zapadnoj civilizaciji, gledano sa stajališta zapadnog standarda. Njihova osnovna poruka je da je povezanost roditelja s djetetom te djetetov emocionalni razvoj kod kuće prekinut s upisom i odlaskom u školu, te ne može biti nadoknađeno niti kasnije popravljeno u školskoj ustanovi. Mooreovi smatraju da je za većinu djece mnogo bolje da su kod kuće s roditeljima, nego s najdarovitijim učiteljima u školskoj ustanovi. Nakon tih istraživanja, Mooreovi su se okrenuli obrazovanju kod kuće, te počinju na veliko promovirati i zagovarati isto. 1975. izdaju knjigu "Bolje kasnije nego ranije" (Better Late Than Early), 1981. "Djeca odgajana kod kuće" (Home Grown Kids) i druge.
Obrazovanje kod kuće postaje izbor sve većeg broja roditelja koji nisu zadovoljni lokalnim obrazovnim sustavom i koji žele da svoju djecu zaštite od negativnih utjecaja kojima su djeca izložena kada su u školskim ustanovama. Posebno to važi za period osnovne i srednje škole.

### Poznate osobe obrazovane kod kuće
- Blaise Pascal (1623. – 1662.)
- Hans Christian Andersen (1805. – 1875.)
- Abraham Lincoln (1809. – 1865.)
- Charles Dickens (1812. – 1870.)
- Mark Twain (1835. – 1910.)
- Andrew Carnegie (1835. – 1919.)
- Thomas A. Edison (1847. – 1931.)
- Pierre Curie (1859. – 1906.)
- Winston Churchill (1874. – 1965.)
- Konrad Adenauer (1876. – 1967.)
- Charles Chaplin (1889. – 1977.),
- Agatha Christie (1890. – 1976.)
- Franklin D. Roosevelt (1882. – 1945.)
- George Patton (1885. – 1945.)
- Stanisław Ignacy Witkiewicz (1885. – 1939.)
- Jehudi Menuhin  (1916. – 1999.)
- Elizabeta II. (1926 -).

## Razlozi
Razlozi zbog kojih se roditelji odlučuju obrazovati djecu kod kuće su različiti. Po podacima za SAD iz 2003., 33% obitelji koje obrazuju djecu kod kuće navele su da su se za to odlučili iz vjerskih razloga; 30% smatra da su u školama loši uvjeti za učenje; 14% se ne slaže s tim što se u školi uči; 11% smatra da djeca nemaju dovoljno akademskog izazova a 9% je navelo moral kao osnovni razlog. 85% roditelja je navelo sljedeće razloge zbog čega su se odlučili da školuju djecu kod kuće: sigurnost, droga, nasilje, pritisak od strane druge djece u razredu; 72% je navelo moralno i vjersko učenje kao važan razlog; 68% je navelo kao razlog nezadovoljstvo s akademskim učenjem u školama.
Drugi razlozi zbog kojih se roditelji opredjeljuju da obrazuju djecu kod kuće su sljedeći: fleksibilnost obrazovanja, česte selidbe; bolji uvjeti kod kuće za: darovitu djecu, djecu koja imaju poteškoće s učenjem, djecu koja žele da se bave intenzivnije i s drugim aktivnostima kao što su glazba i šport itd.

## Kućno obrazovanje i upis na fakultet
Nedostatak formalne diplome ili svjedodžbe o završenoj školi može biti problem kada djeca, koja su se obrazovala kod kuće, žele sebe upisati na fakultet. U različitim državama svijeta roditelji taj problem rješavaju na različite načine. U državama u kojima se djeca formalno moraju upisati u školu, a samo obrazovanje obavljaju kod kuće roditelji, roditelji nemaju problem s formalnom sdiplomom ili svjedodžbom za svoju djecu, jer dijete na kraju školske godine, nakon što položi zahtijevane ispite, dobije svjedodžbu o završenom razredu.
U državama gdje roditelji nisu dužni dijete upisati u školu, za završene razrede potraže odgovarajuću školsku ustanovu, kod koje dijete može položiti ispite i na taj način dobiti formalnu diplomu ili svjedodžbu. Postoje škole koje izvode tzv. školovanje na daljinu, gdje djeca dobiju gradivo od škole te kod kuće to obrade. Škola im pošalje i ispite, koje djeca urade i pošalju školi. Škola im onda na kraju godine izda svjedodžbu o završenom razredu. U SAD i nekim drugim državama u kojima je obrazovanje kod kuće vrlo rašireno, mnoge visokoškolske ustanove su već dobro upoznate s tom vrstom obrazovanja i za takvu djecu imaju otvorena vrata. U SAD sve više studenata, koji su se do upisa na fakultet školovali kod kuće u vlastitoj režiji, diplomira na prestižnim sveučilištima, uključujući i one vrlo selektivne s veoma visokim standardima kao što su harvardsko, standfordsko, kornelsko, braunsko, dartmautski koledž i prinstonsko.

## Stanje u svijetu

### Europa

#### Austrija
- Stanje: legalno

#### Ujedinjeno Kraljevstvo
- Stanje: legalno u Engleskoj i Walesu

#### Hrvatska
- Stanje: tehnički nedefinirano
- Ustavom i zakonima dozvoljeno ali striktno zakonski neregulirano

#### Irska
- Stanje: legalno

#### Mađarska
- Stanje: legalno

Djeca se moraju obrazovati po programu države te dva puta godišnje polagati ispite.

#### Norveška
- Stanje: legalno

Kućno obrazovanje u Norveškoj je legalno i popularizira se iz godine u godinu. Da bi roditelji počeli obrazovati dijete (djecu) kod kuće moraju obavijestiti lokalne organe za školstvo o svojoj odluci. Po zakonu, lokalni organi moraju nadzirati tijek istog. Najčešći oblik nadzora je posjeta od strane nadzornog učitelja dva puta godišnje. Zakon navodi da nadzor mora biti u suglasnosti s roditeljima.

#### Njemačka
- Stanje: ilegalno

Od 1938. kućno obrazovanje je ilegalno u Njemačkoj. Mnogi roditelji koji žele obrazovati djecu kod kuće primorani su to raditi ilegalno.

#### Poljska
- Stanje: legalno

Roditelji imaju pravo izabrati način školovanja za svoju djecu, s tim da moraju zadovoljiti striktne zahtjeve lokalne regulative.

### Rumunjska
- Stanje: trenutno nedozvoljeno

Rumunjska udruga ѕa kućno obrazovanje trenutno radi na tome da država legalizira isto i da roditelji dobiju pravo izbora načina obrazovanja svoje djece.

#### Slovenija
- Stanje: legalno

Broj djece koja se školuju kod kuće (izobraževanje na domu) u Sloveniji raste. U Sloveniji je potrebno da se dijete upiše u lokalnu školu. Samo obrazovanje roditelji obavljaju kod kuće. Na kraju školske godine dijete treba položiti predmetne ispite kod svoje lokalne škole.

#### Ukrajina
- Stanje: legalno

Obrazovanje kod kuće je od 2000. legalno u Ukrajini. Međutim lokalne vlasti često zanemaruju zakon te sami postavljaju roditeljima dodatne zahtjeve.

#### Francuska
- Stanje: legalno

Kućno obrazovanje je legalno u Francuskoj, uz vrlo strogu regulativu. Roditeljima je izbor ograničen samo na određene škole koje je država odobrila. U suprotnom, roditelji su podvrgnuti redovnoj inspekciji kod kuće od strane državnih organa.

#### Nizozemska
- Stanje: tehnički nedozvoljeno

Obrazovanje kod kuće po zakonu u Nizozemskoj tehnički nije dozvoljeno. Međutim, roditelji mogu odbiti slati djecu u škole zbog osobnih vjerskih razloga.

#### Crna Gora
- Stanje: legalno

Kućno obrazovanje je legalno u Crnoj Gori. Zakon o osnovnom obrazovanju i odgoju u Crnoj Gori definira kućno obrazovanje kao obrazovanje koje organizira roditelj. Članak 37. kaže da roditelji mogu organizirati obrazovanje djece i kod kuće. Roditelj je dužan da najmanje 3 mjeseca prije početka školske godine u pisanoj formi obavijestiti školu u koju je dijete upisano, da organizira obrazovanje kod kuće. Članak 38. govori o provjeravanju znanja obrazovanja kod kuće. U prva tri razreda provjerava se znanje iz materinskog jezika, matematike i prirode i društva. Od 4. do 9. razreda provjerava se znanje iz svih predmeta. 

#### Švicarska
- Stanje: legalno

Kućno obrazovanje je legalno u Švicarskoj, ali je regulativa veoma stroga.

### Sjeverna Amerika

#### Kanada
- Stanje: legalno

#### SAD
- Stanje: legalno

Obrazovanje kod kuće je legalno u SAD, a zakoni se razlikuju od države do države.

### Južna Amerika

#### Brazil
- Stanje: ilegalno

Nijedan zakon u Brazilu ne daje roditeljima pravo da mogu obrazovati djecu kod kuće.

#### Čile
- Stanje: legalno

### Azija i Oceanija

#### Australija
- Stanje: legalno

Kućno obrazovanje je legalno u Australiji u svih 6 država i 2 teritorija. Pokret za isto je dobro organiziran i ima dužu tradiciju. U nekim državama nastoje uvesti strogu regulativu na sve obitelji. Roditelji se veoma protive takvoj regulaciji i pritisku od strane države jer smatraju da su roditelji ti koji su odgovorni za svoju djecu te da roditelji odlučuju o tome kako će se njihova djeca obrazovati.

#### Izrael
- Stanje: legalno

Kućno obrazovanje je legalno u Izraelu. Da bi mogli svoju djecu obrazovati kod kuće, roditelji trebaju dobiti dozvolu od mjerodavnog Ministarstva. Roditelji su dužni napisati pismo istome, gdje obrazlagaju svoje razloge, zbog kojih žele zadržati djecu kod kuće i tamo ih obrazovati. Pošto dobiju dozvolu od Ministarstva, roditelji su dužni držati se uputa lokalnih službenika.

#### Novi Zeland
- Stanje: legalno

Kućno obrazovanje je legalno na Novom Zelandu. Napredovalo je godinama zbog pozitivnog odnosa države prema tom obliku obrazovanja. Danas roditelji koji žele obrazovati djecu kod kuće moraju iste registrirati kod mjerodavnog Ministarstva.

#### Japan
- Stanje: zakonske odredbe nejasne

Posljednjih godina kućno je obrazovanje počelo zanimati poslovni dio društva u Japanu.

#### Singapur
- Stanje: legalno

Kućno obrazovanje je legalno u Singapuru, uz vrlo strogu regulativu.

#### Tajvan
- Stanje: legalno

Kućno obrazovanje je legalno na Tajvanu. Djeca moraju izvještavati državne organe o uspjehu i ishodima svog obrazovanja.

#### Filipini
- Stanje: legalno

Kućno obrazovanje je legalno na Filipinima i tek je u povojima. U filipinskom ustavu, članku 14. odjeljak 1 (2) stoji da država "...neće ograničavati prirodno pravo roditelja da odgajaju svoju djecu." Dalje stoji i to da se vjerske skupine, misionarski odbori i pojedine obitelji mogu da se odvojiti od državnog sustava. Ali isto tako se navodi u odjeljku 4 (1) da "država podrazumijeva komplementarne uloge državnih i privatnih institucija u obrazovnom sustavu i na taj način će izvršavati nadzor i regulaciju svih obrazovnih institucija u razumnim okvirima".